# 神明在看
《神明在看》（英語：Contained），是一部於2022年推出的臺灣科幻懸疑電影短片，以長鏡頭的方式呈現，敘述兩名控制局特⼯⼀如往常的坐在⾞內觀察⽬標物，本該注意電線桿上的「亂丟垃圾神明在看」看板，卻因學弟的一時疏忽導致目標逃離，特工學長（尤柏耘飾演）將如何與學弟一同挽回頹勢的局面故事。該片為游智傑導演大學期末自編自導之作品，並由「沉默老兵電影有限公司」發行。
2022年該片亦入圍第44屆金穗獎最佳學生劇情片、第7屆新北市學生影像新星獎最佳劇情片、第17屆螺絲起子國際學生影展大專短片組、第5屆金光獎四個競賽項目金光獎、影片海報金獎、青年評審團特別獎、最佳創意獎，並以一鏡到底的旁觀方式講述極具創意的宏觀故事、煞有介事也懸念十足，拿下第44屆金穗獎最佳學生劇情片、第5屆金光獎最佳創意獎。同年，入圍第31届金鸡百花电影节金雞海峽兩岸暨港澳青年短片季及第6屆平遙國際電影展平遙一角單元，因其敘事手法大膽獨特於一千餘部作品當中脫穎而出，獲得新翼推優榮譽最佳短片，大放異彩。

## 劇情大綱
過去幾年控制局在社會暗中保護人類世界，在全國範圍內調查違反已知自然規律的事物，目的是了解和控制這些無法解釋的因素。某晚，兩名控制局特工正⼀如往常的坐在⾞內觀察⽬標物，本該注意電線桿上的「亂丟垃圾神明在看」看板，卻因學弟的一時疏忽將眼神挪開，導致⽬標逃離，注定了兩位特⼯今晚的命運將與眾不同。

## 世界觀設定

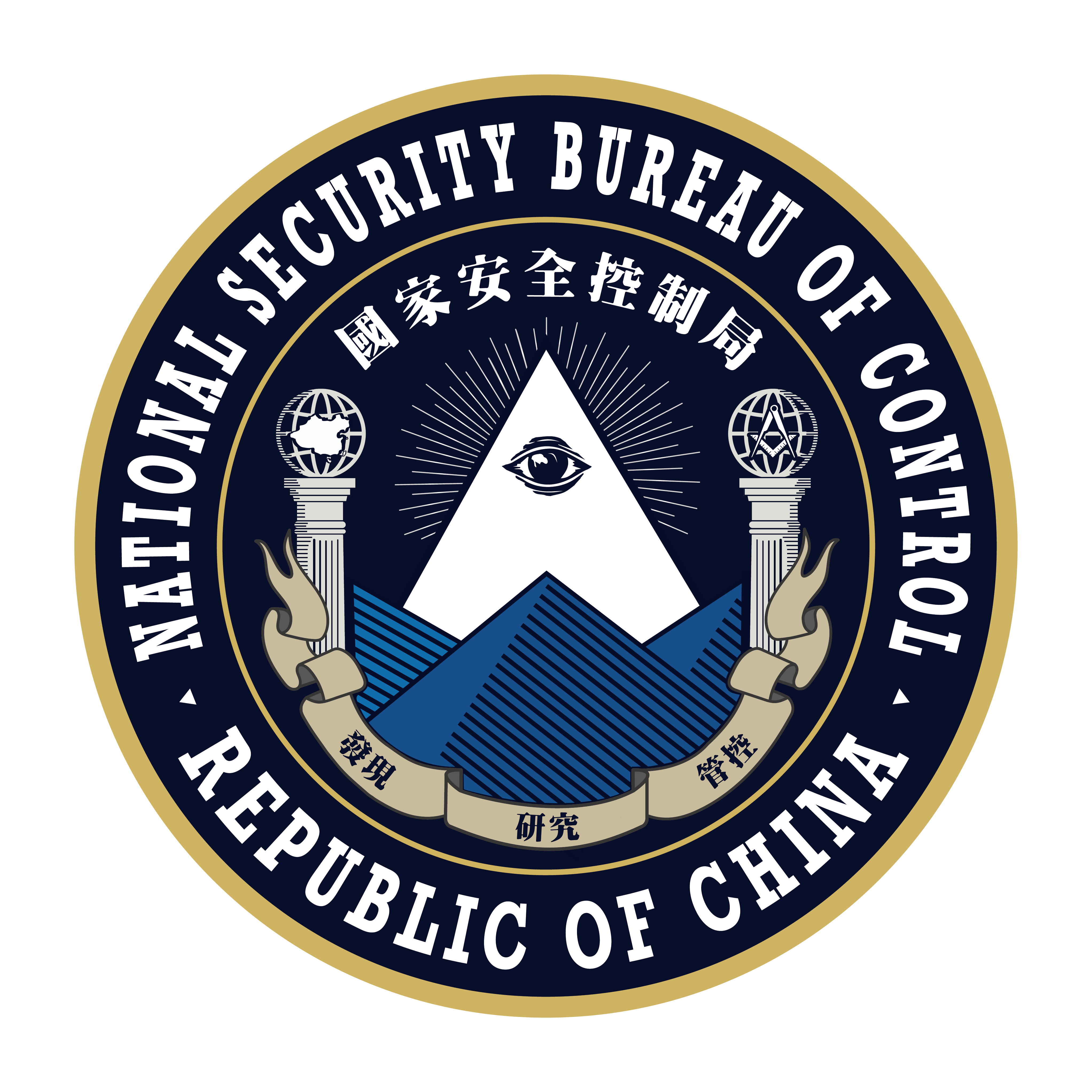
國家安全控制局局徽。

國家安全控制局（簡稱控制局）是該片電影中的一個虛構秘密政府機構，成立時間未知，在該虛構宇宙中其主要任務負責收容、研究和控制超自然現象，或具有異常屬性的個體、地點或物體（統稱為「異常」）。設定中控制局既負責超自然因素的科學研究外，同時也負責保護國家和整個人類世界，免受不明力量的傷害或超越人類所認知的領域事務，而一般人是無法理解或知道有關控制局的相關資訊。
單位格言：「我們的任務是擴大人類理解的極限，並收容那些我們還無法控制的因素。」-- 國家安全控制局

## 靈感來源

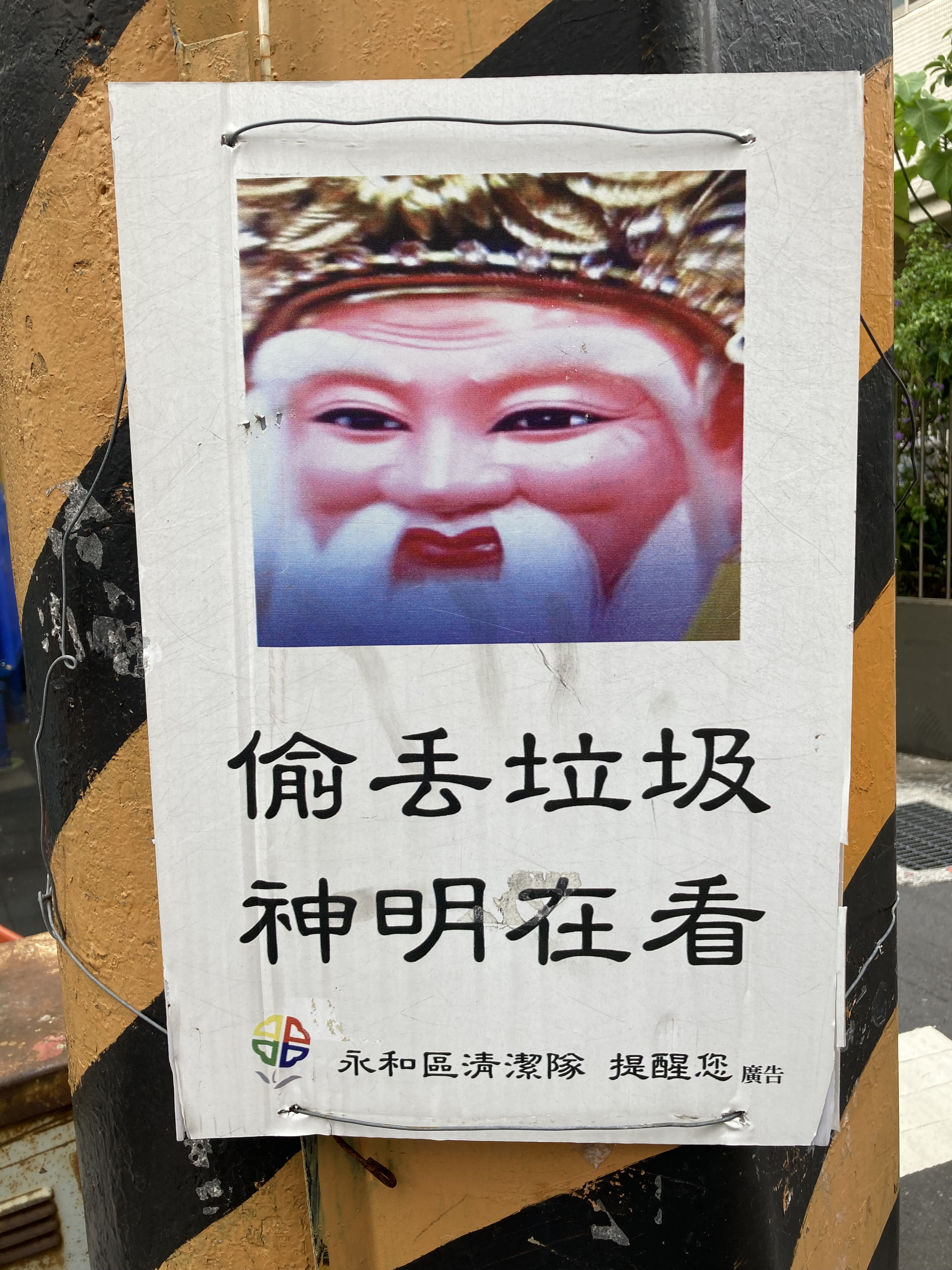
存於現實中的刊板模樣。

該電影當中的「神明在看」靈感取自於臺灣永和區清潔隊所張貼之「偷丟垃圾神明在看」告示牌，作為整部電影最初概念發想。

## 演員列表

### 主要演員
- 尤柏耘 飾演 特工學長
- 黃震奇 飾演 特工學弟

### 其他演員
- 侯杰良 飾演 特工土狗
- 陳冠維 飾演 科學家
- 劉誌倫 飾演 武裝人員
- 劉秉豐 飾演 武裝人員
- 詹牧慈 飾演 武裝人員

## 製作

### 拍攝地點
主要拍攝地點為臺北市士林區社子島，埸景位在浮洲景安宮一帶。

### 拍攝
該片主體拍攝始於2021年11月27日傍晚。由於疫情影響，所有主演至開拍前三天皆以通過視訊通話來進行線上讀本、排練，直至開拍當天主演的尤柏耘與黃震奇迎來初次走戲的機會。而全片僅耗時14小時完成拍攝，並於2021年11月28日清晨殺青。台北市電影委員會協拍及臺北市政府警察局士林分局、社子派出所也給予該片拍攝支援。

### 軼聞
2021年9月16日，電影從提案到拍攝只花了兩個月的時間，而最初的劇本和現在的故事大綱有著截然不同的轉變。原本的故事主角是一位平凡男子，偶然看到旁邊掛著「亂丟垃圾神明在看」警示牌，卻還是亂丟了垃圾，落在了一尊破舊的神明像上，從而改變了他今晚的命運，而劇情結局則是國家安全控制局介入整起事件。原先的劇本走向討論了很久一直沒有個定論，直到開拍前一週，場景從十六場刪減到僅剩一場，最後僅保留了「國家安全控制局」的設定概念。
2021年11月24日，最終劇本定案則是完全由「國家安全控制局」作為事件的主角，從草創到攝製期共計擁有十五種不同走向的故事劇本。該片以3萬台幣的超低預算，拍攝時間僅有一個夜晚，直到開拍前一刻劇本還在修改，甚至開鏡前48小時才確定部分演員人選。但即使是在這樣簡陋苛刻的條件下，還是完成了這部低成本的非凡之作。
2022年11月11日，導演在第31屆金雞百花電影節金雞影展映後座談時透露，該片的製作成本只有約6千元人民幣，但上映後至今已經回收超過10萬元人民幣，對他來說是一個巨大的鼓勵。整部電影只有兩個人的對話，這種敘事手法在臺灣尚未有人嘗試過，因此推出時受到很多人的肯定，大家都感到新奇有趣。另外，導演提到該片使用長鏡頭一刀未剪的敘事手法，是為了讓觀眾完更能感受單一事件的整個發生過程，將自身投入到一個真正的觀影者視角，除此之外也可以節省大量攝影和分鏡切分的預算，更能節省大量的拍攝時間。
2023年4月14日，第17屆FIRST青年電影展訓練營正式公布了導演的招募訊息，並以電影《神明在看》為靈感，要求參加訓練營的導演在短片大綱中必須包含一輛車、兩個人和一片湖這三個元素中的至少兩個。關於從一片湖聊起的「湖」元素，其靈感源自電影《神明在看》的一個口述場景。在該場景中，特工土狗（侯杰良飾）向車內的特工學長（尤柏耘飾）詢問為何原先的搭檔人未到場，進而提及「碧潭天鵝湖事件」，這個事件導致整組人員不幸身亡。導演透過這幾句簡短的對話，增強了電影的世界觀，並營造出更多的懸疑感。

### 趣事
尤柏耘及黃震奇二位主演在原先的電影劇本中被安排飾演環境演員，是因劇本最後調動而變成主演，其中黃震奇為素人演員初次挑戰一顆將近廿十多分鐘的長鏡頭，被譽為怪物新人。若不是兩位演員的渾然天成，還有一些臨場的巧合，或許該片就會胎死腹中。

## 放映與發行
電影原定於2022年4月30日在第5屆金光影展舉行首映，但因嚴重特殊傳染性肺炎的影響而延期。最終在第17屆螺絲起子國際影展順利放映。該片亦在2022年6月3日至6月30日上架於金馬線上影院的金穗線上影展放映，並獲得觀眾票選線上排行榜TOP10。該片擔任世新大學第30屆二三影展開幕片中獲得觀眾票選前五名的榮譽。在金穗影展上，該片與其他影片一同參加了「學生劇情片入圍D：無能無不能」的單元，同場影片有《爬出棺財板》、《神奇瓦斯桶》和《假如我是真的假吃》等影片，在臺北場次共計三場，其中兩場短短一周內即已售罄，售票情況面臨一票難求。2022年該片獲選為上海國際短片周主競賽單元的最佳學生劇情片，並被選為第2屆CPAN多倫多華語電影論壇展映的電影作品之一。2023年該片入圍第19屆廣州大學生電影展學生原創單元初選，由廣州大學承辦，該影展主要針對海峽兩岸大學院校進行作品徵件，至徵件截止共收到作品1359部，共有275部作品進入終審，在眾多大學院校當中，臺灣地區僅有游智傑導演作品《神明在看》入選，並代表國立台灣藝術大學進入最終評選階段。該屆影展閉幕式將於2023年春季舉行。
2022年5月31日，公共電視台拿下本片在電視及非獨家串流平臺上的播放權，並宣布本片將於同年7月17日公視主頻道及公視+上架播出。
2022年7月24日，Giloo紀實影音拿下本片在串流平臺上的播放權，並宣布本片將於同年9月16日全台獨家上架。
2022年11月7日，入圍第3屆金雞海峽兩岸暨港澳青年短片季，該單元作為中國金雞百花電影節主體活動之一，並於11月11日港澳台專場中在廈門萬象影城進行放映。
2023年1月12日，入圍第6屆平遙國際電影展平遙一角單元。
2023年1月13日，國家電影及視聽文化中心與第44屆金穗獎及第13屆台灣國際紀錄片影展合作展出27部得獎作品。僅限在國家電影及視聽文化中心圖書館VOD系統內觀看，不得外借或轉借至其他場所。
2023年4月29日，該片獲得英中電影合作研發中心（UK-China Film Collab）所舉辦的年度電影節Odyssey評審團特別獎，為英國規模最大的華語電影國際平台，將於5月26日於英國倫敦首映。
2023年7月10日，入圍2022屆世界電影節平台短片獎基金青年導演扶助計劃，該屆評審委員會主席為田壯壯，並於2024年2月15日進行全球线上展映及映后交流。

### 實體影院
| 放映年份 | 日期     | 所在地 | 地點                              | 备注                                 |
| -------- | -------- | ------ | --------------------------------- | ------------------------------------ |
| 2022年   | 4月30日  | 臺灣   | 臺南崇藝術空間                    | 第5屆金光影展                        |
| 2022年   | 5月26日  | 臺灣   | 臺南崑山科技大學                  | 第17屆螺絲起子國際影展               |
| 2022年   | 6月4日   | 臺灣   | 臺北光點華山電影館1廳             | 第44屆金穗影展                       |
| 2022年   | 6月4日   | 臺灣   | 臺中中山73影視藝文空間            | 第44屆金穗影展                       |
| 2022年   | 6月7日   | 臺灣   | 臺北光點華山電影館1廳             | 第44屆金穗影展                       |
| 2022年   | 6月10日  | 臺灣   | 臺北光點華山電影館2廳             | 第44屆金穗影展                       |
| 2022年   | 6月11日  | 臺灣   | 花蓮花蓮鐵道電影院                | 第44屆金穗影展                       |
| 2022年   | 6月12日  | 臺灣   | 臺北光點華山電影館1廳             | 第44屆金穗影展得獎放映               |
| 2022年   | 6月12日  | 臺灣   | 臺中中山73影視藝文空間            | 第44屆金穗影展得獎放映               |
| 2022年   | 9月30日  | 臺灣   | 臺北世新大學                      | 第30屆二三影展開幕片                 |
| 2022年   | 10月1日  | 臺灣   | 臺北世新大學                      | 第30屆二三影展開幕片                 |
| 2022年   | 11月5日  | 臺灣   | 新北府中15                        | 第7屆新北市學生影像新星影展          |
| 2022年   | 11月11日 | 中国   | 廈門萬象影城                      | 第31屆中國金雞百花電影節             |
| 2023年   | 1月12日  | 中国   | 安徽合肥                          | 第1屆一糸山青年影像展                |
| 2023年   | 1月15日  | 中国   | 安徽蚌埠                          | 第1屆一糸山青年影像展                |
| 2023年   | 1月18日  | 中国   | 安徽黄山                          | 第1屆一糸山青年影像展                |
| 2023年   | 1月16日  | 中国   | 山西晋中平遥古城                  | 第6屆平遙國際電影展                  |
| 2023年   | 3月19日  | 澳門   | 白鴿巢東方基金會CASA GARDEN放映廳 | 澳門當代電影及錄像展                 |
| 2023年   | 3月25日  | 澳門   | 白鴿巢東方基金會CASA GARDEN放映廳 | 澳門當代電影及錄像展                 |
| 2023年   | 4月4日   | 中国   | 成都四川电影电视学院大劇院紅廳    | 第1屆一糸山青年影像展                |
| 2023年   | 4月16日  | 臺灣   | 臺北山茶花間                      | 花間席電影講座                       |
| 2023年   | 5月22日  | 臺灣   | 新北輔仁大學文友樓                | 第9屆普洛影展開幕片                  |
| 2023年   | 5月26日  | 英国   | 英國倫敦                          | Odyssey電影節                        |
| 2023年   | 7月15日  | 臺灣   | 新北市美術館                      | 創作者進駐計畫-做圓                  |
| 2023年   | 7月16日  | 臺灣   | 新北市美術館                      | 創作者進駐計畫-做圓                  |
| 2023年   | 10月22日 | 中国   | 成都金牛區丁空間                  | “hug一下”放映會                      |
| 2023年   | 11月25日 | 中国   | 河南永无岛艺术空间                | 第3屆一块艺术影像展                  |
| 2023年   | 11月30日 | 臺灣   | 臺北國立臺灣大學                  | 臺大電影節                           |
| 2023年   | 12月9日  | 中国   | 重慶大學美視電影學院              | 第5届先锋艺术电影展                  |
| 2024年   | 1月4日   | 中国   | 北京                              | 第2屆VITA地平線華語青年電影展        |
| 2024年   | 3月23日  | 中国   | 重慶何夜青旅酒店                  | 萤火虫放映组                         |
| 2024年   | 5月12日  | 中国   | 西安西影大厦1层星光厅             | 金鸡海峡两岸暨港澳青年短片季西安展映 |
| 2024年   | 9月8日   | 中国   | 温州小叶公园                      | 小叶公园短片电影三日联展             |
| 2024年   | 10月5日  | 中国   | 廣西柳空影城                      | 第2届广西木圭青年电影展              |
| 2024年   | 11月19日 | 中国   | 北京中国传媒大学戏剧影视学院      | [ 70 ]                               |
| 2025年   | 1月18日  | 中国   | 云南阿干镇404号                   | 防波堤展映                           |
| 2025年   | 1月18日  | 中国   | 福州不要藝術工作室                | 「神明夜话」短片专题                 |
| 2025年   | 2月16日  | 中国   | 河南狂歡日記俱樂部                | 驶进放映·郑州短片作品展映            |
| 2025年   | 4月5日   | 中国   | 西藏拉薩                          | 春天好放映                           |
| 2025年   | 4月19日  | 中国   | 廣西柳空影城                      | 第2屆木圭青年电影展 「青年浪潮」     |

### 電視
| 頻道       | 所在地 | 節目單元           | 上架年份 | 開播日期 | 播出時間  | 備註       |
| ---------- | ------ | ------------------ | -------- | -------- | --------- | ---------- |
| 公視主頻道 | 臺灣   | 迷你電影院         | 2022年   | 7月17日  | 週日23:30 | 非定期播映 |
| 美亞電影台 | 香港   | 影為愛青年短片影展 | 2023年   | 5月6日   | 週六13:00 | 非定期播映 |

### 網路平台
| 頻道          | 所在地 | 開播日期      | 播出時間             | 備註                   |
| ------------- | ------ | ------------- | -------------------- | ---------------------- |
| 金馬線上影院  | 全世界 | 2022年6月3日  | 至2022年6月30日結束  | [ 78 ]                 |
| 公視+         | 臺灣   | 2022年7月17日 | 非定期播映           | [ 79 ]                 |
| Giloo紀實影音 | 臺灣   | 2022年9月16日 | 定期播映             | [ 80 ]                 |
| Giloo紀實影音 | 臺灣   | 2023年11月1日 | 至2023年11月14日結束 | 2023勞工影展（限定場） |
| 雲展映        | 中国   | 2022年10月1日 | 至2022年10月15日結束 | [ 82 ]                 |

### 其他平台
| 上架年份 | 所在地 | 地點                   | 開播日期      | 播放媒介     | 參考   |
| -------- | ------ | ---------------------- | ------------- | ------------ | ------ |
| 2023年   | 臺灣   | 國家電影及視聽文化中心 | 2023年1月13日 | 隨選視訊系統 | [ 83 ] |

## 獎項及提名
| 年份 | 類別                                                   | 獎項                         | 入圍者／作品           | 結果 | 參考   |
| ---- | ------------------------------------------------------ | ---------------------------- | ---------------------- | ---- | ------ |
| 2022 | 第44屆金穗獎                                           | 最佳學生劇情片               | 游智傑                 | 獲獎 | [ 6 ]  |
| 2022 | 第5屆金光獎                                            | 金光獎                       | 游智傑                 | 提名 | [ 84 ] |
| 2022 | 第5屆金光獎                                            | 影片海報金獎                 | 張珊嫚、游智傑、彭郁雯 | 提名 | [ 84 ] |
| 2022 | 第5屆金光獎                                            | 青年評審團特別獎             | 《神明在看》           | 提名 | [ 84 ] |
| 2022 | 第5屆金光獎                                            | 最佳創意獎                   | 《神明在看》           | 獲獎 | [ 84 ] |
| 2022 | 第17屆螺絲起子國際學生影展                             | 大專短片類                   | 游智傑                 | 提名 | [ 85 ] |
| 2022 | 第7屆新北市學生影像新星獎                              | 最佳劇情片                   | 《神明在看》           | 提名 | [ 86 ] |
| 2022 | 上海國際短片週                                         | 最佳學生短片                 | 《神明在看》           | 獲獎 | [ 87 ] |
| 2022 | 第31届金鸡百花电影节 第3屆金雞海峽兩岸暨港澳青年短片季 | 新翼推優榮譽最佳短片         | 游智傑                 | 獲獎 | [ 88 ] |
| 2022 | 第7屆寧波微電影節                                      | 最佳編劇獎                   | 游智傑                 | 提名 | [ 89 ] |
| 2023 | 第6屆平遙國際電影展                                    | 平遙一角                     | 游智傑                 | 提名 | [ 53 ] |
| 2023 | 第3届Odyssey電影節                                     | 評審團大獎                   | 《神明在看》           | 獲獎 | [ 90 ] |
| 2023 | 第2届VITA地平線華語青年影展                            | 特別關注榮譽                 | 《神明在看》           | 獲獎 | [ 91 ] |
| 2023 | 第5届先鋒藝術電影展                                    | 最佳短片導演                 | 游智傑                 | 獲獎 | [ 92 ] |
| 2023 | 第5届先鋒藝術電影展                                    | 最佳短片劇本                 | 游智傑                 | 提名 | [ 92 ] |
| 2024 | 第49屆藝美獎                                           | 電視類（戲劇類）最佳劇情長片 | 《神明在看》           | 提名 | [ 93 ] |
| 2024 | 第49屆藝美獎                                           | 電視類（戲劇類）導演獎       | 游智傑                 | 提名 | [ 93 ] |
| 2024 | 第49屆藝美獎                                           | 電視類（戲劇類）編劇獎       | 游智傑                 | 提名 | [ 93 ] |
| 2024 | 第49屆藝美獎                                           | 電視類（戲劇類）最佳男主角   | 黃震奇                 | 提名 | [ 93 ] |

## 製作團隊
- 製作：國立臺灣藝術大學電影學系、沉默老兵電影有限公司
- 發行：沉默老兵電影有限公司
- 監製：謝嘉錕
- 導演：游智傑
- 第一副導演：游珺婷
- 第二副導演：王崇霖
- 場記：江承恩
- 製片：游智傑、黃彥瑜
- 執行製片：陳玟諠
- 編劇：游智傑
- 攝影：彭瑋淳
- 攝大助：葉湘琳
- 燈光：吳承翰
- 燈大助：蘇于倢
- 燈二助：蔡嘉源
- 燈光支援：高唯庭
- 美術指導：游智傑
- 美術總監：許家寧
- 美術助理：鄭易騰
- 道具助理：古奇穎
- 特殊道具槍械：詹牧慈、許博程
- 服裝造型：魏妘珊
- 梳化：郭姸希
- 錄音：范怡媗
- 收音員：洪睿懋
- 後期製作: 沉默老兵電影有限公司
- 後期製片：游智傑
- 剪輯：游智傑
- 聲音設計：高暐翔
- 後期混音：高暐翔
- 翻譯：黃震奇
- 海報設計：張珊嫚、游智傑、彭郁雯
- 主標題設計：朱聖智
- 協力單位：
  - 台北市電影委員會協拍
  - 臺北市政府警察局士林分局交通組
  - 臺北市政府警察局士林分局行政組
  - 臺北市政府警察局士林分局社子派出所
  - 內政部警政署保安警察第一總隊
  - 臺北社子島浮洲仔安樂社

## 分級制度
| 國家／地區 | 級別   | 證號               |
| ---------- | ------ | ------------------ |
| 臺灣       | 保護級 | 局影本字第111036號 |
| 澳門       | C級    | [ 95 ]             |

## 評價
《金穗獎》評審陳寶旭：「時下流行的一鏡到底情節設計，觀眾經由隱藏的第三視角注視車內車外人事物的一舉一動，手法雖然陽春，但是巧妙的情節設計和節奏掌握，結局讓人眼睛為之一亮，意猶未盡。」

《金雞獎》評審龔蓓苾：「《神明在看》一鏡到底，基本只看到演員的後腦勺。台詞表演幽默生活，最後佛祖一閃有意思，可以看出在低成本的預算裡，導演表現大膽，但唯一遺憾的是，他的故事到底要說什麼，不明確。」
《金雞獎》新翼推優榮譽最佳短片獲獎短評：「這是一部將獵奇色彩與驚悚懸疑融合而成的一部短片，人物關係簡單，導演並沒有刻意製造視覺上的緊張氛圍，卻通過一個固定而冷靜的鏡頭展現故事並渲染了氣氛，帶觀眾走進一個奇幻世界。」
《雀雀看電影》影評：「《神明在看》以一鏡到底拍出怪力亂神、煞有介事也懸念十足。」

《金穗獎》社群名人推薦獎評審嚎哮排演：「好驚艷，因為是學生片，所以看起來很生猛，然後敢這樣操作這件事情。」
《金穗獎》社群名人推薦獎評審白癡公主：「榮登我心目中的二三四名。」
《金光獎》影評人王振愷：「頭一兩遭我太在意兩名角色最後的去向，到底他們怎麼了？簡直要替他們向編導喊冤的地步（ 下一集會再出場吧⋯⋯）。這感覺也可說是拜導演所賜——他將兩位行動人員描寫得實在太像我們了，不禁覺得可憐。撇除這個去看第三遍，不得不承認影片的文本實在寫得很有趣啊。「神明」在我們的生活模樣裡還有插手的空間嗎？如果有，我們到底「有沒有在看」？創作人以一鏡到底的旁觀方式展現故事之餘，也許同時在跟觀眾玩一場小遊戲。加上評審們都對作品的執行成果表示讚賞，最佳創意獎非其莫屬。在大銀幕上看應該會更好玩。」
《金光獎》最佳創意獎獲獎短評：「本片意念獨特，文本有趣。相對於抽象又帶點科幻的世界設定，導演僅以節制而非常有限的視角去呈現故事，令影片更添可堪玩味之處。」
《放映週報》影評人韋晢：「全片僅以三萬元拍攝完成的《神明在看》，則以極度聰明的敘事邏輯，提供了我們低成本創作的新出路。」
《Yahoo》奇摩新聞：「金穗獎今公布「社群名人推薦獎」之「評審大聲說」影片，由白癡公主、又仁、白昆禾與嚎哮排演（黃建豪、蕭東意）等在表演領域上具網路聲量的網紅們不藏私、說出自己內心的金穗 44 愛片，喜歡學生電影想法較天馬行空、不受束縛的白癡公主也愛《神奇瓦斯桶》、《神明在看》和《龔囝》；黃建豪力推蕭東意《神明在看》，欣賞學生片敢於操作這樣的一鏡到底生猛片型。」
影評人波昂刺刺：「《神明在看》運用一鏡到底的形式，設計觀眾以固定窺視視角目睹導演安排的情節起伏。這樣偽紀錄片的形式，使得本片在學生電影裡極為突出。這操作很聰明，畢竟在學生組重視的不是技術與規格，是「創意」，而且這個創意要能夠被執行，企圖野心令人佩服。」
圖文作家豆苗先生：「這是一部天時地利人和的作品，若不是演員的渾然天成，還有一些臨場的巧合，讓這部片的一切詭異猶如安排好一般的發生，或許就會胎死腹中。」
影評人既視感：「極克難成本下，透過劇本的巧思，以一個長鏡頭的推展，說一個生動有趣的故事。直指官僚的荒謬，小人物的百無聊賴，以及自然而生的喜劇基調與驚悚氣息。」
影評人漢斯黃：「全片以低成本完成類型片拍攝，攝影機全程固定一鏡到底的偽紀錄片形式，既成功掩飾製作成本不足，同時為觀眾營造未知恐懼感，片中翻玩《MIB星際戰警》等警匪片梗頗具喜感，亦直指警政學長學弟制、官僚環環關照的陋習，成為本屆金穗亮點。」

## 相關連結
- 先鋒報電影版上的《神明在看》介紹資訊 （页面存档备份，存于）
- BBS-Stage1st遊戲動漫論壇影視區上關於《神明在看》的電影討論串
- PTT評價《神明在看》的電影討論串 （页面存档备份，存于）
- 中國新聞網上的《神明在看》介紹資訊 （页面存档备份，存于）
- 劇評WIKI上的《神明在看》影評文章 （页面存档备份，存于）
- Giloo紀實影音平台上有關《神明在看》的電影筆記討論區 （页面存档备份，存于）
- 世新大學廣播電視電影學系最新消息－游珺婷副導演、許家寧美術總監、魏妘珊服裝造型之作品《神明在看》榮獲第44屆金穗獎最佳學生劇情片 （页面存档备份，存于）
- YouTube上有關電影《神明在看》幕後花絮影片連結 （页面存档备份，存于）
- PChome個人新聞台影評文章－《神明在看》、《台北過手無暝無日》、《關係暴力》、《金魚》：短片的豐沛活力 （页面存档备份，存于）
- 游智傑導演獲得了金雞十佳短片，影迷拍攝採訪導演的影片 （页面存档备份，存于）
- 游智傑導演參加金雞短片季頒獎典禮紅毯的過程錄像 （页面存档备份，存于）
- 海峽導報－《神明在看》入選金雞港澳台十佳，黃渤盛讚：合作產生的化學反應令人驚喜
- 華夏經緯網－第三屆金雞海峽兩岸暨港澳青年短片季創作交流營開營消息
- 新浪網上一篇針對《神明在看》的電影詳細介紹：一段最新人類超自然現象紀錄檔案 （页面存档备份，存于）
- 山與影像季－游智傑導演於金雞影展時表達對於兩岸電影交流的看法 （页面存档备份，存于）
- 新北市美術館與Giloo紀實影音合作創作者進駐計畫《神明在看》精彩華語短片播映 （页面存档备份，存于）
- 關於《神明在看》入選投獎「定档」线上短片放映資訊
- 關於《神明在看》VITA地平线华语青年影展與投獎「银幕之前」放映資訊
- Letterboxd 網站上有關《神明在看》的觀影人評分與短評  （页面存档备份，存于）

## 外部連結
- Letterboxd上《神明在看》的資料 （页面存档备份，存于）
- 互联网电影数据库（IMDb）上《神明在看》的资料（英文）
- 豆瓣电影上《神明在看》的資料 （简体中文）